# Ohře
Ohře eller Eger är en flod i Tjeckien och biflod till Elbe. Den rinner upp i Fichtelgebirge i Tyskland där den heter Eger. Flodens totala längd är 316 km och den mynnar ut i Elbe vid Litoměřice.. I Tyskland är den 65 km lång. Flodens avrinningsområde är 6 255 km². Medelflödet vid mynningen är 38 m³/s.
Teplá och Blšanka är biflöden till Ohře från söder och Chomutovka från norr. Utefter Ohře ligger bland annat städerna Cheb, Karlovy Vary, Žatec och Louny.